# Climaciella porosa
Climaciella porosa är en insektsart som beskrevs av Hoffman in Penny 2002. Climaciella porosa ingår i släktet Climaciella och familjen fångsländor. Inga underarter finns listade i Catalogue of Life.